# Stakfjärden
Stakfjärden är en sjö i Norrtälje kommun i Uppland och ingår i Norrtäljeån-Åkerströms kustområde. Sjön har en area på 0,0431 kvadratkilometer och ligger 0 meter över havet.

## Delavrinningsområde
Stakfjärden ingår i det delavrinningsområde (662970-167579) som SMHI kallar för Mynnar i havet. Medelhöjden är 6 meter över havet och ytan är 0,24 kvadratkilometer. Räknas de 2 avrinningsområdena uppströms in blir den ackumulerade arean 22,97 kvadratkilometer. Avrinningsområdets utflöde mynnar i havet. Avrinningsområdet består mestadels av skog (66 procent). Avrinningsområdet har 0,05 kvadratkilometer vattenytor vilket ger det en sjöprocent på 21,4 procent. Bebyggelsen i området täcker en yta av 0,03 kvadratkilometer eller 13 procent av avrinningsområdet.